# كعكة الحظ (فلم)
كعكة الحظ (بالإنجليزية: The Fortune Cookie) هو فيلم كوميدي صدر في سنة 1966. الفيلم من إخراج بيلي وايلدر وكتابة بيلي وايلدر.

## بطولة
- جاك ليمون
- والتر ماثو

## الميزانية والإيرادات
بلغت تكلفة إنتاج الفيلم حوالي 3,705,000 دولار بينما حقق أرباحا تقدر بـ 6,800,000 دولار.

### ترشيحات وجوائز
| السنة | الحدث          | الفئة                  | النتيجة  |
| ----- | -------------- | ---------------------- | -------- |
|       | جائزة الأوسكار | أفضل ممثل في دور مساعد | فـــــوز |

## وصلات خارجية
- مقالات تستعمل روابط فنية بلا صلة مع ويكي بيانات